# Трейсі Чімо
Трейсі Чімо (англ. Tracee Chimo; нар. 1979, Согас, Массачусетс, США) — американська акторка.

## Біографія
Трейсі Чімо народилася в Согасі, Массачусетс, США в родині Брюса та Дебори Чімо. Родина батька переїхала з Албанії. Мати Трейсі — вчитель танців. Має молодшого брата Кевіна. Акторка отримала стипендію на навчання та вступила на факультет хореографії. Через травму змушена була залишити танці, продовжила навчання в університеті міста Сейлем по програмі бакалавра витончених мистецтв. 

## Кар'єра
Акторка почала свою кар'єру на театральніх підмостках у 2007. У 2010 отримала кілька епізодичних ролей у серіалах. У 2012 з'явилася на великому екрані у романтичній комедії «5 років майже одружені». У 2013 вийшов психологічний трилер «Побічна дія» в якому Чімо знімалась разом з Джудом Лоу, Ченнінгом Татумом. З 2013 по 2015 виконувала роль Нері у комедійно-драматичному серіалі «Помаранчевий — хіт сезону». У 2016 знялась у Клінта Іствуда в драматичній стрічці «Саллі», а також у фантастичному детективному телесеріалі «Земляни».

## Фільмографія

### Фільми
| Рік  | Назва                               | Оригінальна назва             | Роль                | Примітки |
| ---- | ----------------------------------- | ----------------------------- | ------------------- | -------- |
| 2012 | «5 років майже одружені»            | The Five-Year Engagement      | Маргарет            |          |
| 2013 | «Він набагато популярніший за тебе» | He's Way More Famous Than You | Трейсі              |          |
| 2013 | «Ігри богів»                        | Gods Behaving Badly           | Рівер Стікс         |          |
| 2013 | «Струс»                             | Concussion                    | жінка               |          |
| 2013 | «Побічна дія»                       | Side Effects                  | секретар приймальні |          |
| 2013 |                                     | Take Care                     | Рейчел              |          |
| 2014 | «Хакер»                             | Cyber                         | секретар            |          |
| 2016 | «Саллі»                             | Sully                         | Евелін Мей          |          |

### Серіали
| Рік       | Назва                       | Оригінальна назва                   | Роль             | Примітки    |
| --------- | --------------------------- | ----------------------------------- | ---------------- | ----------- |
| 2010      |                             | Guiding Light                       | Джемі Коллік     | 1 епізод    |
| 2010      | «Луї»                       | Louie                               | волонтер         | 1 епізод    |
| 2011      |                             | Inside the Actor’s Studio Apartment | грає себе        | 1 епізод    |
| 2012      |                             | First Dates with Toby Harris        | Мішель           | 1 епізод    |
| 2012      | «Поверніть мені штани»      | I Just Want My Pants Back           | Ділан            | 1 епізод    |
| 2013-2015 | «Помаранчевий — хіт сезону» | Orange Is the New Black             | Нері Фельдман    | 8 епізодів  |
| 2013      | «Гарна дружина»             | The Good Wife                       | Кріссі Квінн     | 1 епізод    |
| 2013      | «Чорний ящик»               | Black Box                           | Маккензі         | 5 епізодів  |
| 2014      | «Пацієнт завжди правий»     | Royal Pains                         | Лорен            | 1 епізод    |
| 2015      |                             | High Maintenance                    | Орлі             | 1 епізод    |
| 2015-2016 |                             | Difficult People                    | Гебі             | 3 епізоди   |
| 2016      | «Земляни»                   | People of Earth                     | Челсі Гілі       | 10 епізодів |
| 2020      | «Знищення»                  | The Undoing                         | Ребекка Харкнесс | 1 епізод    |